# Ika Yuliana Rochmawati
Ika Yuliana Rochmawati (Bojonegoro, 2 luglio 1989) è un'ex arciera indonesiana.
Ha rappresentato l'Indonesia ai giochi olimpici di Pechino 2008, Londra 2012 e Rio de Janeiro 2016, a tre campionati del mondo (più una edizione dei mondiali giovanili), a due edizioni dei Giochi asiatici e a tre edizioni dei campionati asiatici.

## Biografia

### Campionati asiatici
Ha partecipato a tre edizioni dei campionati continentali (2007, 2011 e 2013).
Nell'individuale il miglior risultato furono i sedicesimi di finale raggiunti nel 2011 e nel 2013, mentre nella gara a squadre femminile (disputata in tutte e tre le edizioni) raggiunse con la squadra indonesiana la finale per il terzo posto nel 2013, persa contro il Giappone. In quest'ultima edizione dei campionati continentali disputò anche la sua unica gara a squadre miste, ed anche in questo caso chiuse al quarto posto.

### Campionati mondiali
Ha preso parte a tre edizioni dei campionati mondiali di tiro con l'arco, nel 2009 in Corea del Sud, nel 2011 in Italia e nel 2015 in Danimarca, cui si aggiunge l'edizione 2008 dei mondiali giovanili.
Ad Ulsan 2009, prese parte solo all'individuale femminile: fu 64ª nel round di qualificazione e fu eliminata da Pia Carmen Lionetti nel primo turno della fase ad eliminazione diretta.
A Torino 2011, nel concorso individuale fu 105ª nel turno di qualificazione, mancando l'accesso alla fase ad eliminazione diretta. Nelle qualificazioni del concorso a squadre femminile le atlete indonesiane furono ventiseiesime, e non ebbero pertanto accesso alla fase successiva.
Quattro anni dopo, a Copenaghen 2015 ha gareggiato in tutte e tre le competizioni: nell'individuale femminile si è classificata 26ª nel round di qualificazione, e giunse sino agli ottavi di finale battendo Elena Tonetta, Naomi Folkard e Tan Ya-ting prima di essere sconfitta da Khatuna Narimanidze; nella gara a squadre femminile le indonesiane chiusero il turno di qualificazione al 17º posto, risultando quindi le prime delle escluse; nella qualificazione della gara a squadre miste (in coppia con Riau Ega Agatha) fu invece 30ª su 60 squadre partecipanti.

### Giochi asiatici
La Rochmawati ha preso parte ai XVI Giochi asiatici disputati nel 2010 a Canton, dove raggiunse gli ottavi di finale nell'individuale. Nella competizione a squadre, le indonesiane, none nelle qualificazioni, vennero eliminate al primo turno.
Al successivo torneo di tiro con l'arco dei XVII Giochi asiatici disputati ad Incheon nel 2014. Nell'individuale femminile, il 23º posto nel turno di qualificazione le valse l'accesso alla fase ad eliminazione diretta. Al primo turno venne sconfitta dalla vietnamita Loc Thi Dao. Nella gara a squadre le indonesiane (oltre alla Rochmawati ne facevano parte Diananda Choirunisa ed Erwina Safitri) ottennero il sesto posto nelle qualificazioni, batterono il Bangladesh agli ottavi di finale e vennero sconfitte dal Giappone ai quarti.

### Giochi olimpici

#### Pechino 2008
La prima esperienza olimpica la ebbe in occasione dei giochi di Pechino 2008. Nel round di qualificazione fu 41ª con 621 punti. Al primo turno venne sconfitta dalla statunitense Jennifer Nichols per 114 a 101.

#### Londra 2012
La Rochmawati ha fatto parte della delegazione indonesiana ai giochi di Londra 2012.
Nel turno di qualificazione ottenne la 40ª posizione, con 638 punti. Ai trentaduesimi sconfisse la cinese Fang Yuting e ai sedicesimi la britannica Amy Oliver, prima di essere sconfitta agli ottavi da Ksenja Perova.

#### Rio de Janeiro 2016
Nel round di qualificazione a Rio de Janeiro 2016 è giunta al 42º posto, con 617 punti. Al primo turno ha affrontato Naomi Folkard, dalla quale venne sconfitta al tie break.